# Headspin

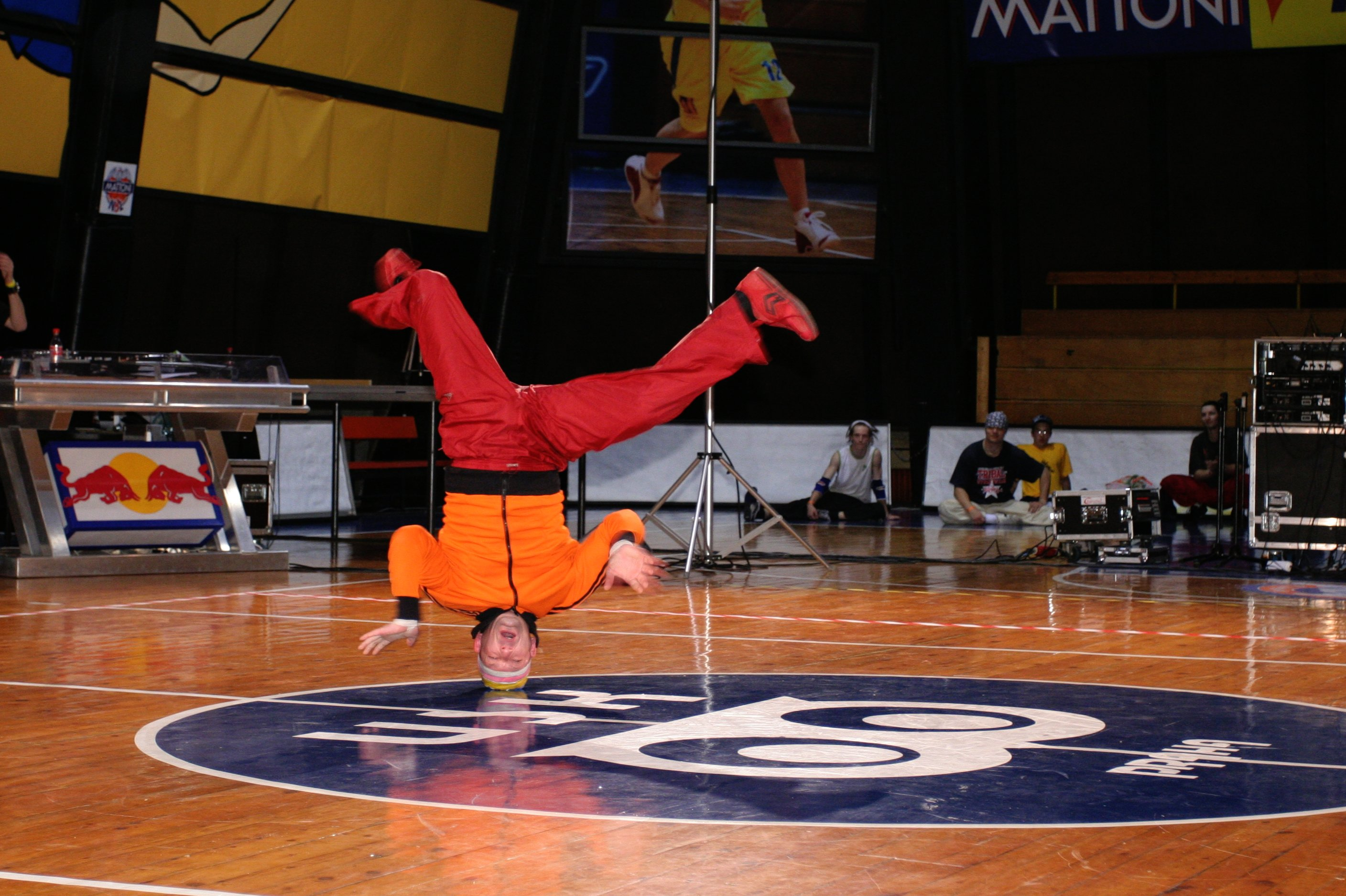
Een headspin uitgevoerd door Hahny (Skyliners, Germany) tijdens de Battle of the Year

Een headspin is een atletische beweging waarbij een persoon rond de verticale as van zijn lichaam draait, terwijl deze op zijn hoofd balanceert. Het wordt uitgevoerd door na een kopstand te proberen met beide handen tegen de grond te stuwen (je evenwicht houden) en zo rondjes te draaien.
De headspin is een basisbeweging van het breakdancen, en wordt ook toegepast bij de Afro-Braziliaanse vechtsport capoeira.